# Никастро, Мишель
Мишель Никастро (англ. Michelle Nicastro; 31 марта 1960 — 4 ноября 2010) — американская актриса и певица.

## Биография

### Жизнь и карьера
Родилась 31 марта 1960 года в Вашингтоне, округ Колумбия, в семье Нормы и Джозефа Никастро, офтальмолога.
Обладала необычным, высоким голосом. Её дебютной ролью была Ариадна в бродвейском мюзикле «Мерлин», в 1983 году.
Голосом Никастро говорила принцесса Одетт в мультфильме «Принцесса-лебедь» и в сиквелах мультфильма «Принцесса-лебедь: Тайна замка» (кроме того, совместно с Кеннетом Коупом исполнила репризу песни Far Longer than Forever) и «Принцесса-лебедь: Тайна заколдованного королевства», также Мишель пела за Калисто в сериале «Зена: королева воинов». Снималась во многих сериалах, таких как: «Рыцарь дорог», «Воздушный волк», «Чарльз в ответе», «Беверли-Хиллз 90210» и др., озвучивала мультфильмы и мультсериалы; играла эпизодическую роль в фильме «Когда Гарри встретил Салли». С сентября 1989 до мая 1990 она стала появляться как певица Саша Шмидт в сериале «Санта-Барбара».
Никастро записала 4 альбома, выпущенных на лейбле «Varese Saraband».
Была замужем за Стивеном Старком, актёром и продюсером, у них было две дочери Калли и Кэди.

### Смерть
Мишель Никастро умерла от рака молочной железы и мозга 4 ноября 2010 года, находясь в доме со своей семьёй.
Эпизод сериала «Событие» (The Event) под названием «Во благо нашей страны» (For the Good of Our Country), вышедший 15 ноября 2010 года, был посвящён Никастро.
Пилотный эпизод сериала «Всё законно» / «Посредник Кейт» (Fairly Legal) от 20 января 2011 года также был посвящён её памяти, а судья Дэвид Никастро назван в её честь. Продюсером этих сериалов был её муж Стив Старк.

## Фильмография
- 1984 — Рок тела[англ.] / Body Rock — Дарлин
- 1986 — Плохие парни / Bad Guys  — Дженис Эдвардс
- 1989 — Когда Гарри встретил Салли / When Harry Met Sally… — Аманда
- 1994 — Принцесса-лебедь / The Swan Princess — Принцесса Одетт
- 1997 — Принцесса-лебедь: Тайна замка / The Swan Princess: Escape from Castle Mountain — Принцесса Одетт
- 1998 — Принцесса-лебедь: Тайна заколдованного королевства / The Swan Princess: The Mystery of the Enchanted Kingdom — Принцесса Одетт